# شهرستان سدار (میزوری)
شهرستان سدار، میزوری (به انگلیسی: Cedar County, Missouri) یک سکونتگاه مسکونی در ایالات متحده آمریکا است که در میزوری واقع شده‌است.